# Bergseeli
Das Bergseeli ist ein kleiner Gebirgssee oberhalb des Splügenpasses im Kanton Graubünden in der Schweiz.

## Lage
Der See liegt in einer Gebirgsmulde 280 Meter oberhalb der Passhöhe auf einer Höhe von 2311 m ü. M. auf dem Gebiet der Gemeinde Rheinwald. Zwei Kilometer entfernt erhebt sich im Westen das Surettahorn (3026 m ü. M.).
Das Bergseeli kann von der Passhöhe über einen markierten Wanderweg in gut einer halben Stunde problemlos erreicht werden. Der Weg führt über grosse Felsblöcke weiter steil empor zum Lago Azzurro, den man in einer weiteren halben Stunde erreicht. Der Höhenunterschied beträgt gut 120 Meter. Der Lago Azzurro liegt schon auf italienischem Boden.

## Zu- und Abfluss
Das Bergseeli wird gespeist durch einen namenlosen Bach aus der Westflanke des Inner Schwarzhorns und weitere kleine Zuflüsse aus der Mulde, in der es liegt. Der Abfluss erfolgt in nordwestlicher Richtung in das Tal des Hüscherabachs, der mehrere hundert Meter nördlich des Bergseelis entspringt.

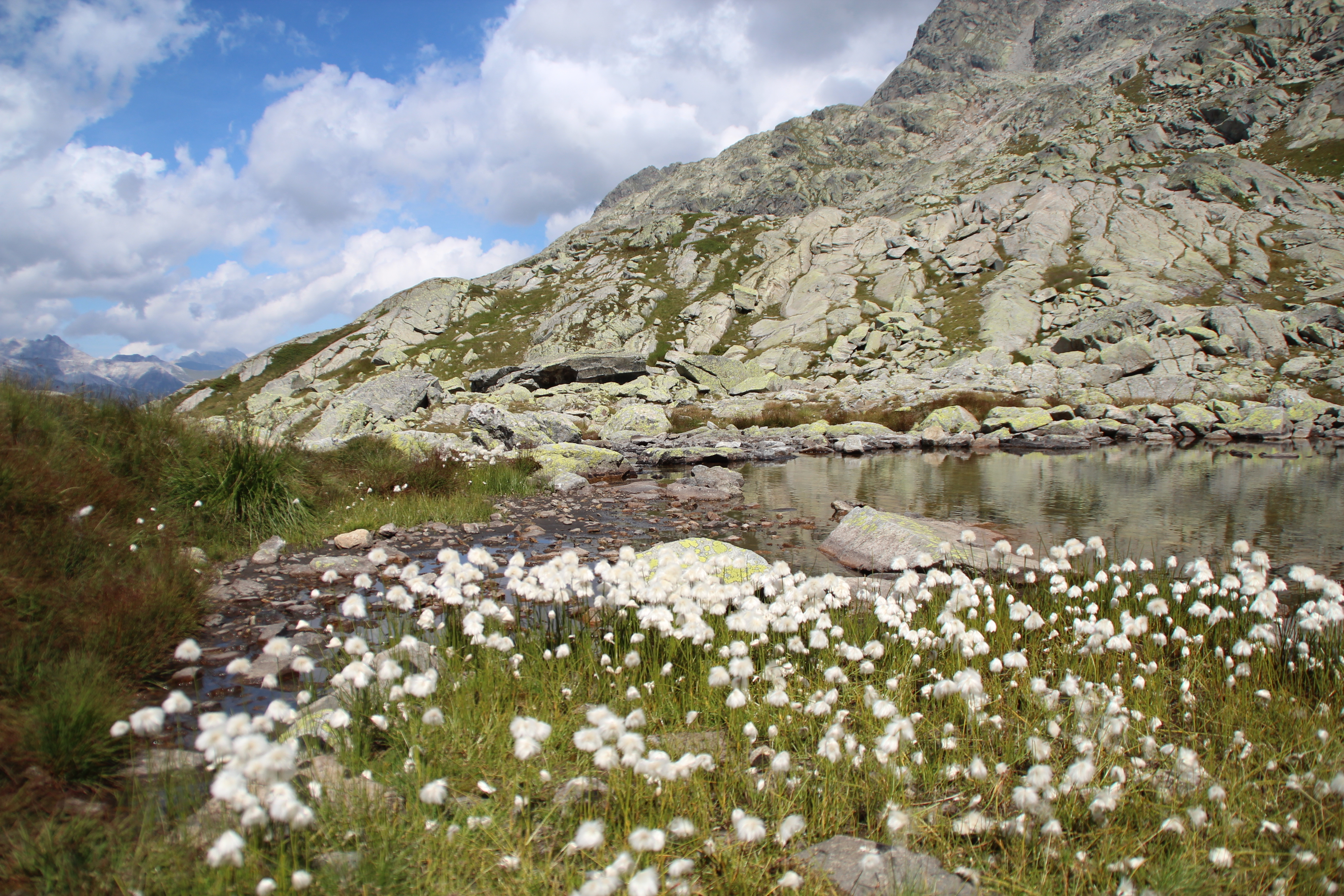
Abfluss
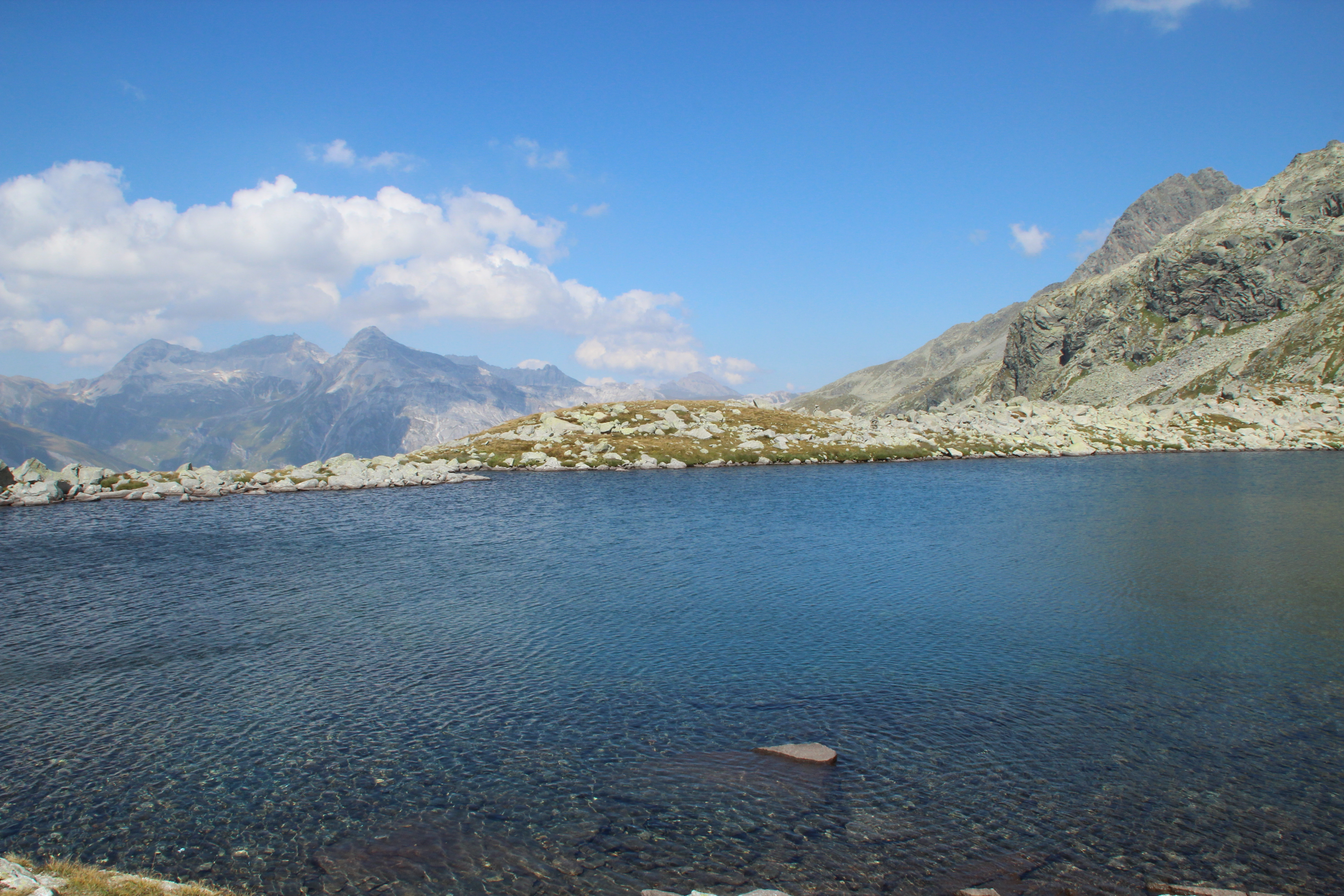
Blick nach Norden
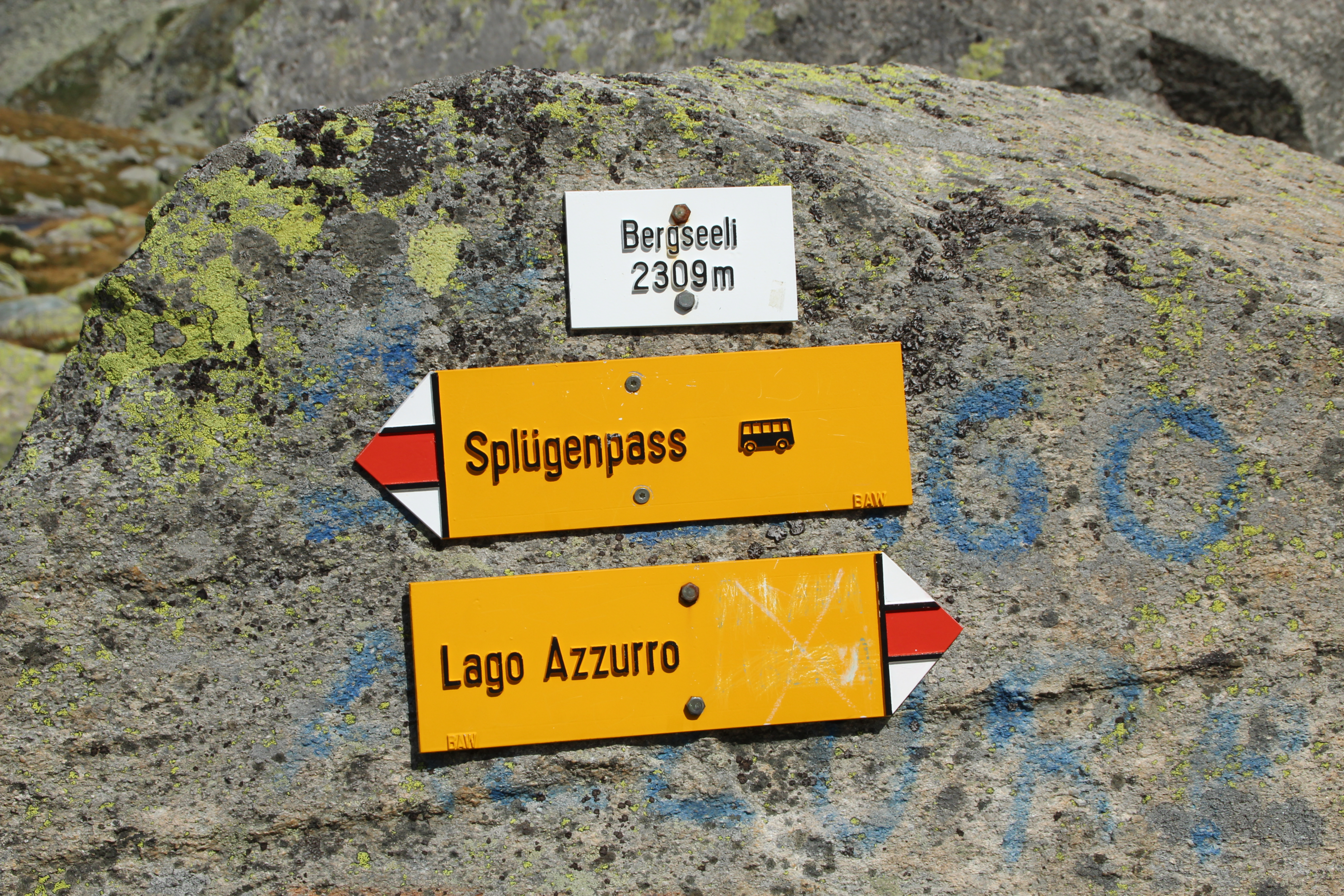
Wegweiser beim See
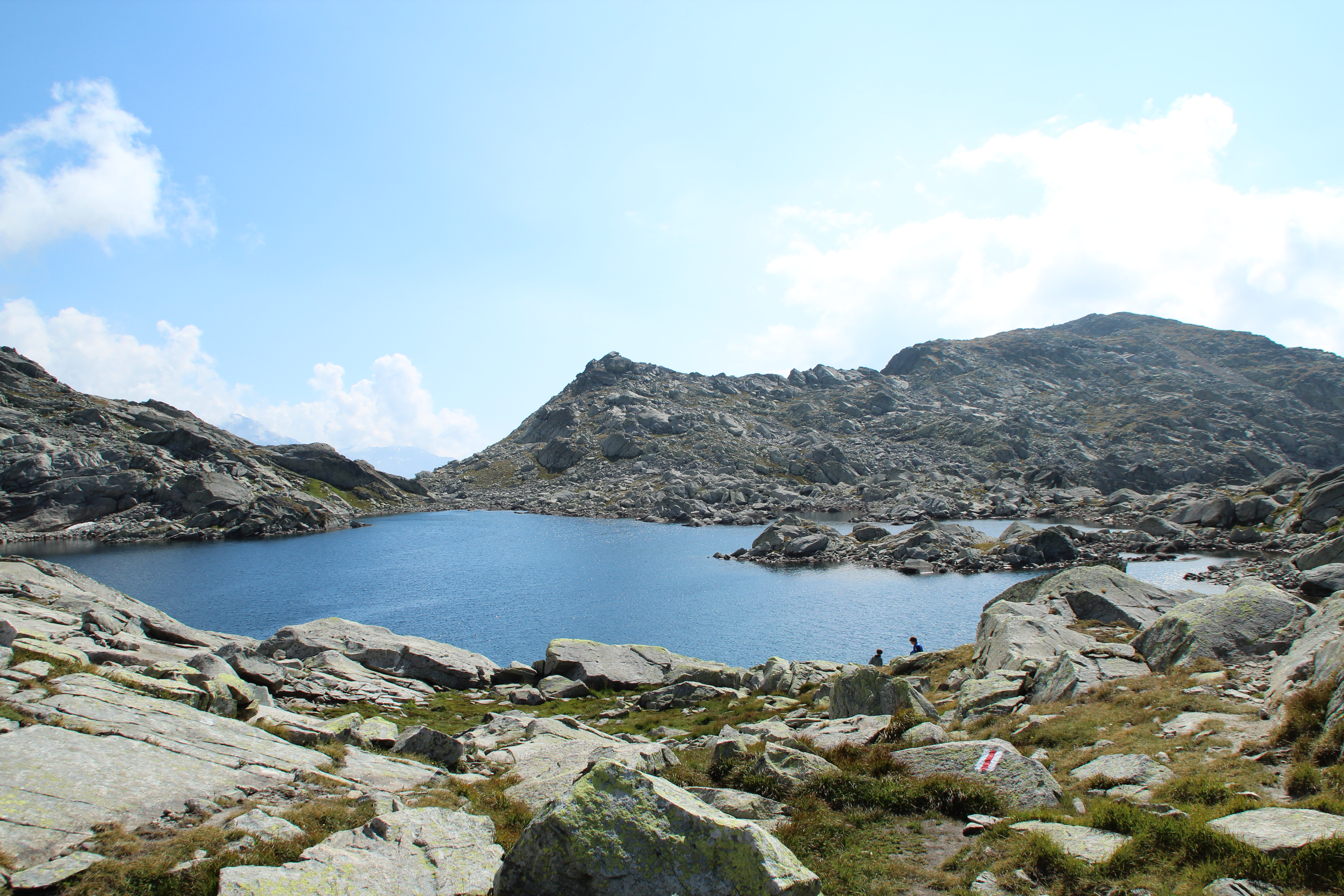
Lago Azzurro